# Düwag Wadloper
Düwag Wadloper – rodzina wagonów spalinowych (typ DH1, polska seria SN82) i spalinowych zespołów trakcyjnych (typ DH2, polska seria SN83) produkowana przez niemieckie zakłady Düwag z Düsseldorfu. W latach 1981–1983 powstało łącznie 50 pojazdów tej rodziny specjalnie dla holenderskich kolei Nederlandse Spoorwegen. Na początku XXI w. były one eksploatowane głównie przez przewoźników prywatnych, w 2006 rozpoczęto ich wycofywanie, a w 2008 sprzedaż do innych państw. Pociągi trafiły do przewoźników z Polski, Argentyny i Rumunii. Były eksploatowane przez Przewozy Regionalne, Koleje Mazowieckie i Koleje Śląskie, a także wykorzystywane przez Trenes de Buenos Aires do obsługi połączenia transgranicznego między Argentyną i Urugwajem. Obecnie obsługują połączenia łączące Argentynę z Paragwajem oraz są eksploatowane w Polsce przez SKPL Cargo (głównie na Podkarpaciu), a także na kilku liniach w Rumunii.

## Historia

### Geneza
Na początku lat 70. holenderskie koleje Nederlandse Spoorwegen stanęły przed koniecznością wymiany łącznie 76 spalinowych wagonów typu DE1 i zespołów typu DE2 nazywanych Blauwe Engelen (niderl. Niebieskie Anioły). Eksploatacja tych pojazdów pochodzących z lat 1953–1955 powinna zostać zakończona w latach 80., natomiast na obsługiwanych przez nie trasach należało utrzymać ruch. W 1976 w związku z zaistniałą sytuacją powołano zespół, którego celem było rozstrzygnięcie sprawy zagrożonych połączeń. W 1977 postanowiono zachować obsługę na bocznych liniach za pomocą nowych i tańszych w obsłudze pociągów.
4 lutego 1978 przewoźnik wypożyczył niemiecki zespół 627 008 na trwające dwa tygodnie jazdy testowe, a po nich przystąpił do poszukiwania dostawcy nowego taboru. Swoje oferty złożyły niemieckie zakłady Waggonfabrik Uerdingen oraz Linke-Hofmann-Busch. Propozycja pierwszego producenta, jaką były wagony typu Ym, została odrzucona ze względu na przestarzałą konstrukcję i zbyt duże zużycie paliwa, natomiast pojazdy VT2E oferowane przez drugą fabrykę odpadły przez niewystarczające parametry i zbyt wysoką cenę.
Ostatecznie postanowiono nawiązać współpracę z niemieckim Düwagiem, który wyprodukował testowany pojazd 627 008. Jego parametry uznano za właściwe, a pojazdy dla holenderskiego przewoźnika upodobniono do wagonów serii 627 i 628 kolei Deutsche Bahn.

### Produkcja
W latach 1981–1982 w zakładach Düwag w Düsseldorfie wyprodukowano 31 zespołów dwuwagonowych DH2, natomiast w 1983 w tych samych zakładach powstało 19 sztuk wagonów typu DH1. Pojazdy trafiły do holenderskich kolei Nederlandse Spoorwegen, które w wyniku przeprowadzonego w 1983 konkursu nazwały je Wadloper (niderl. wędrowiec przez dno morskie odsłonięte przez odpływ).

## Konstrukcja
|                                             | DH1                                | DH2                                    |
| ------------------------------------------- | ---------------------------------- | -------------------------------------- |
| Układ wagonów                               | s                                  | s+s                                    |
| Układ osi                                   | B′2′                               | 2′B′+B′2′                              |
| Długość pudła                               | 21 710 mm                          | 42 850 mm                              |
| Długość całkowita                           | 22 310 mm                          | 43 450 mm                              |
| Szerokość maksymalna                        | 2856 mm                            | 2856 mm                                |
| Wysokość maksymalna                         | 3600 mm                            | 3600 mm                                |
| Wysokość podłogi                            | 1220 mm ponad główką szyny         | 1220 mm ponad główką szyny             |
| Liczba i światło drzwi pasażerskich         | 1×1300 mm                          | 2×1300 mm + 2×800 mm                   |
| Liczba miejsc siedzących stałych+odchylnych | 56+7 54+7 (po przebudowie na SN82) | 148+10 140+10 (po przebudowie na SN83) |
| Średnica kół                                | 840 mm                             | 840 mm                                 |
| Baza wózka                                  | 2000 mm                            | 2000 mm                                |
| Rozstaw czopów skrętu                       | 14 100 mm                          | 14 100 mm                              |
| Rozstaw osi skrajnych                       | 16 100 mm                          | 37 240 mm                              |
| Masa                                        | 37 000 kg                          | 69 000 kg                              |
| Liczba i moc silników                       | 1×210 kW                           | 2×210 kW                               |
| Zapas paliwa                                | 750 l                              | 1500 l                                 |
| Prędkość maksymalna                         | 100 km/h                           | 100 km/h                               |

### Nadwozie
Konstrukcja pojazdów z rodziny Wadloper była podobna do pojazdów serii 627 i 628. Stylistyka zewnętrzna została uproszczona względem protoplastów.

### Wnętrze

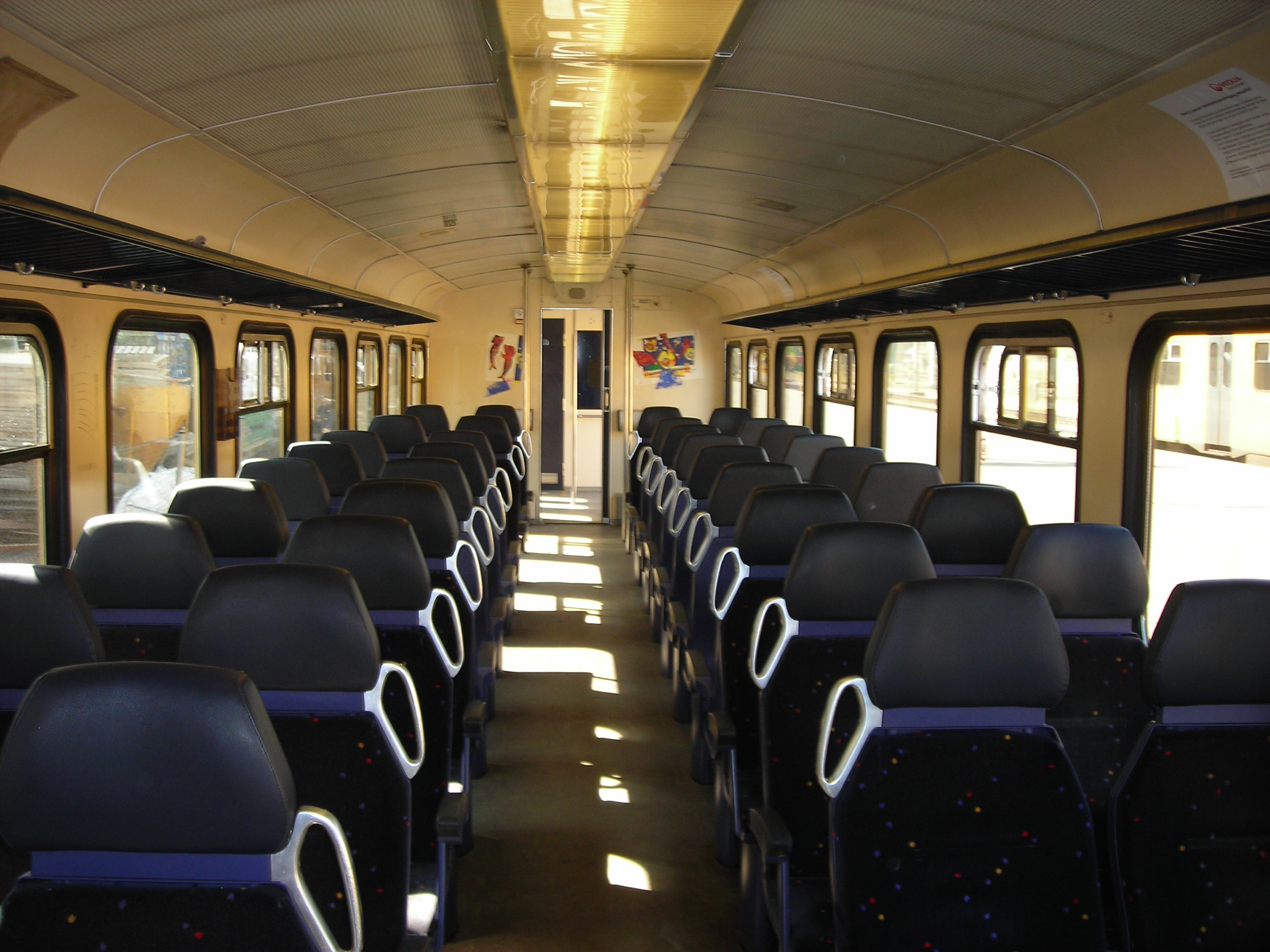
Przedział pasażerski zespołu DH2 o numerze 3227

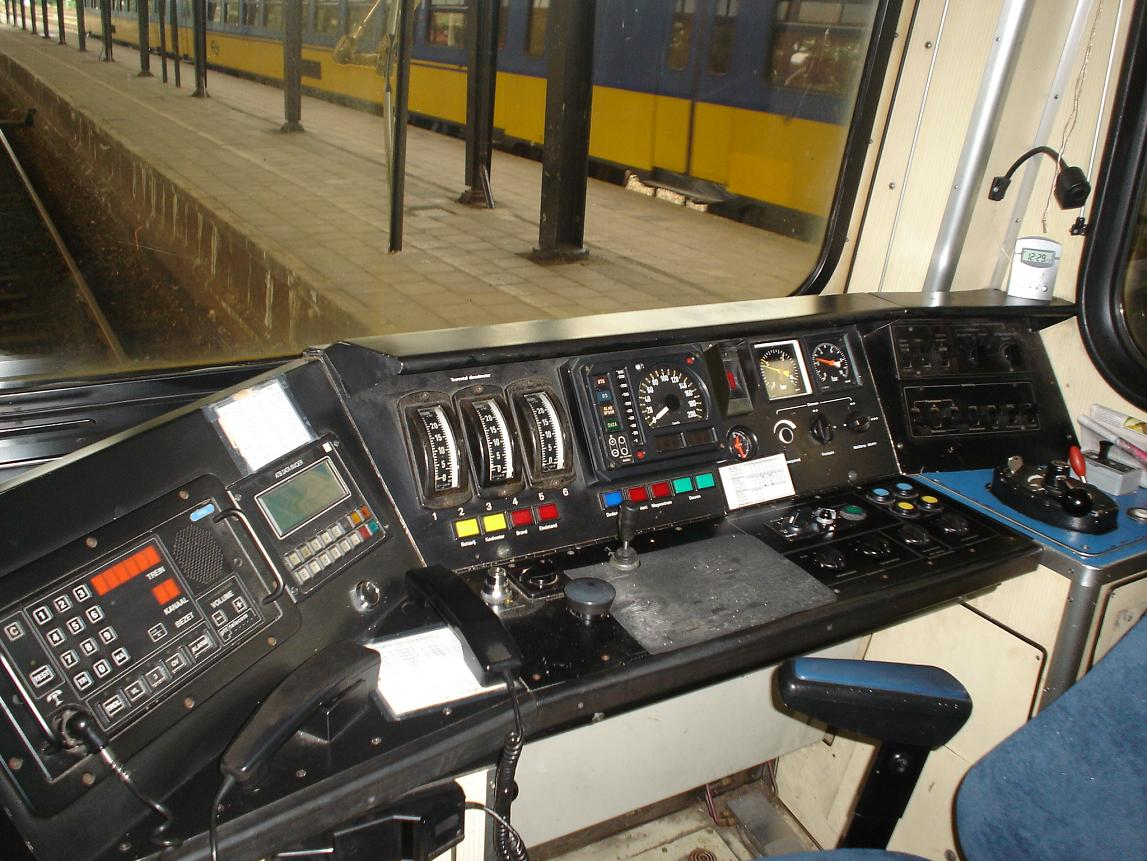
Kabina maszynisty wagonu DH1 o numerze 3101

Wagon DH1 posiada dwa przedsionki drzwiowe umieszczone za kabinami maszynisty oraz jeden przedział pasażerski między nimi. Jeden z przedsionków jest większy i jest przeznaczony do przewozu większego bagażu i rowerów, natomiast z drugiego przedsionka można wejść do toalety. Przestrzeń pasażerską wyposażono w siedzenia przedsiębiorstwa Compin, które ustawiono w układzie 2+2 wzdłuż przejścia biegnącego wzdłuż osi pojazdu.
W obydwu wagonach zespołu DH2 jedną z kabin zastąpiono ciśnieniowym przejściem międzywagonowym. Przedsionek drzwiowy znajdujący się przy zlikwidowanej kabinie przesunięto bliżej przejścia i ponadto zmniejszono szerokość drzwi wejściowych w tym przedsionku, co w połączeniu z niezmienioną długością wagonów doprowadziło do zwiększenia przedziału pasażerskiego. Ponadto tylko w jednym z wagonów znajduje się toaleta, podczas gdy w drugim zlikwidowano ją na rzecz miejsc siedzących.
Zastosowano odskokowo-przesuwne drzwi wejściowe o świetle 1300 mm w wagonach DH1 oraz 1300 mm i 800 mm w zespołach DH2. Przy drzwiach zamontowane są dwa stopnie wejściowe w DH1 są odchylane na czas postoju.
Wnętrze wyposażono w oświetlenie jarzeniowe zasilane napięciem 24 V DC.

### Wózki
Wszystkie pojazdy typów DH1 i DH2 wyposażono w wózki dwuosiowe. Średnica wszystkich kół wynosi 840 mm, natomiast baza wózków to 2000 mm. Każdy wagon DH1 oraz każdy człon zespołu DH2 jest oparty na jednym wózku tocznym i jednym wózku napędnym.

### Napęd
Wadlopery są napędzane silnikami przedsiębiorstwa Cummins typu NT 855 R4. Są to spalinowe silniki wysokoprężne o mocy 210 kW wyposażone w sześć cylindrów w układzie rzędowym. Zastosowano w nich chłodzenie wodne, co pozwoliło zmniejszyć gabaryty maszyny w porównaniu z silnikami zastosowanymi w pojazdach serii 627/628. Producent określił żywotność silników na 15 lat.
Silnik napędza oba zestawy kołowe wózka napędnego poprzez przekładnię hydrauliczną przedsiębiorstwa Voith typu T211r. Wagony typu DH1 posiadają jeden taki silnik, natomiast zespoły typu DH2 wyposażono w dwie jednostki napędowe. Zapas paliwa w pojazdach typu DH1 wynosi 750 l, a w składach DH2 1500 l.
W porównaniu z protoplastami zrezygnowano z wyposażenia elektronicznego i hamulców magnetycznych. Zamontowano hamulec Knorra.

## Eksploatacja
| Państwo              | Przewoźnik | Typ | Liczba sztuk | Oznaczenie     | Lata eksploatacji | Łączna liczba |                         |
| -------------------- | --- | --- | ------------ | -------------- | ----------------- | ------------- | ----------------------- |
| Holandia             | Nederlandse Spoorwegen (1981–2002) Connexxion (2002–2006) Arriva (2006–2007) Veolia Transport (2007–2008)                                                        | DH1 | 19           | 3101 ÷ 3119    | 1983–2008         | 50            | [ 2 ] [ 4 ]             |
| Holandia             | Nederlandse Spoorwegen (1981–2002) Connexxion (2002–2006) Arriva (2006–2007) Veolia Transport (2007–2008)                                                        | DH2 | 31           | 3201 ÷ 3231    | 1981–2008         | 50            | [ 2 ] [ 4 ]             |
| Polska               | Przewozy Regionalne/Polregio (2010–2012, od 2020) Koleje Mazowieckie (2010–2011) Koleje Śląskie (2012–2014) SKPL Cargo (od 2018) Koleje Dolnośląskie (2020–2021) | DH1 | 3            | SN82-001 ÷ 003 | 2010–2014 od 2018 | 10            | [ 2 ] [ 5 ] [ 4 ] [ 6 ] |
| Polska               | Przewozy Regionalne/Polregio (2010–2012, od 2020) Koleje Mazowieckie (2010–2011) Koleje Śląskie (2012–2014) SKPL Cargo (od 2018) Koleje Dolnośląskie (2020–2021) | DH2 | 7            | SN83-001 ÷ 007 | 2010–2014 od 2018 | 10            | [ 2 ] [ 5 ] [ 4 ] [ 6 ] |
| Argentyna · Urugwaj  | Trenes de Buenos Aires | DH1 | ? (15)       | 31xx           | 2011–2012         | ? (25)        | [ 2 ] [ 7 ] [ 8 ] [ 9 ] |
| Argentyna · Urugwaj  | Trenes de Buenos Aires | DH2 | 6 (10)       | 32xx           | 2011–2012         | ? (25)        | [ 2 ] [ 7 ] [ 8 ] [ 9 ] |
| Argentyna · Paragwaj | Trenes Argentinos | DH2 | 2            | F-1xx          | od 2014           | 2             | [ 10 ] [ 11 ] [ 12 ]    |
| Rumunia              | Transferoviar Călători | DH2 | 7 (13)       | 78-32xx        | od 2010           | 7 (13)        | [ 2 ] [ 13 ]            |

### Holandia

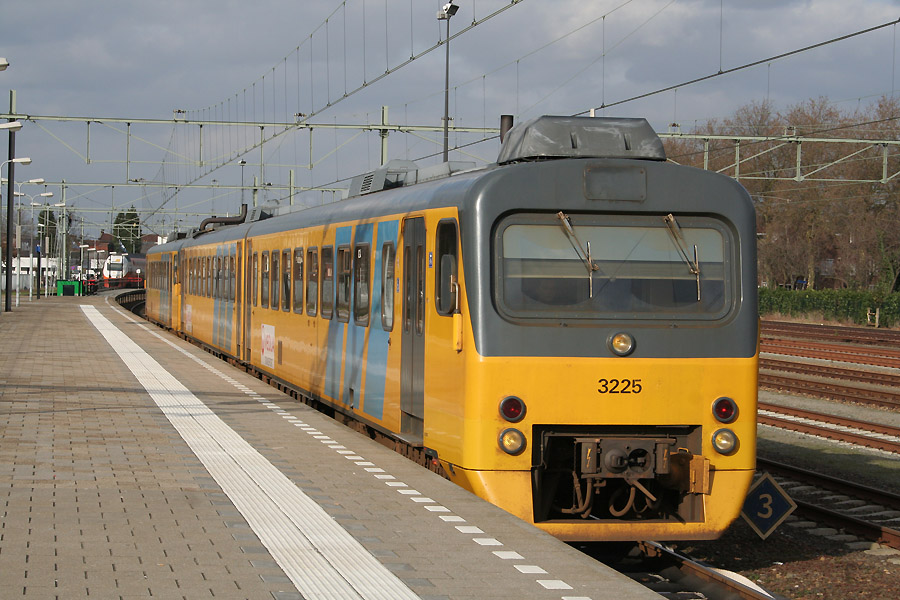
DH2 numer 3225 w nowej malaturze Nederlandse Spoorwegen

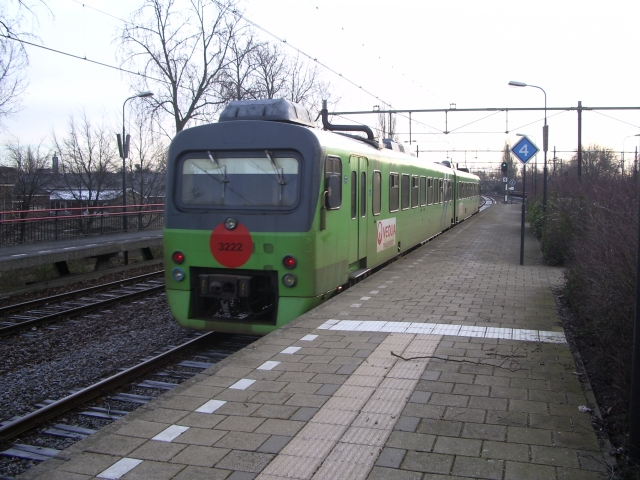
DH2 numer 3222 przewoźnika NoordNed

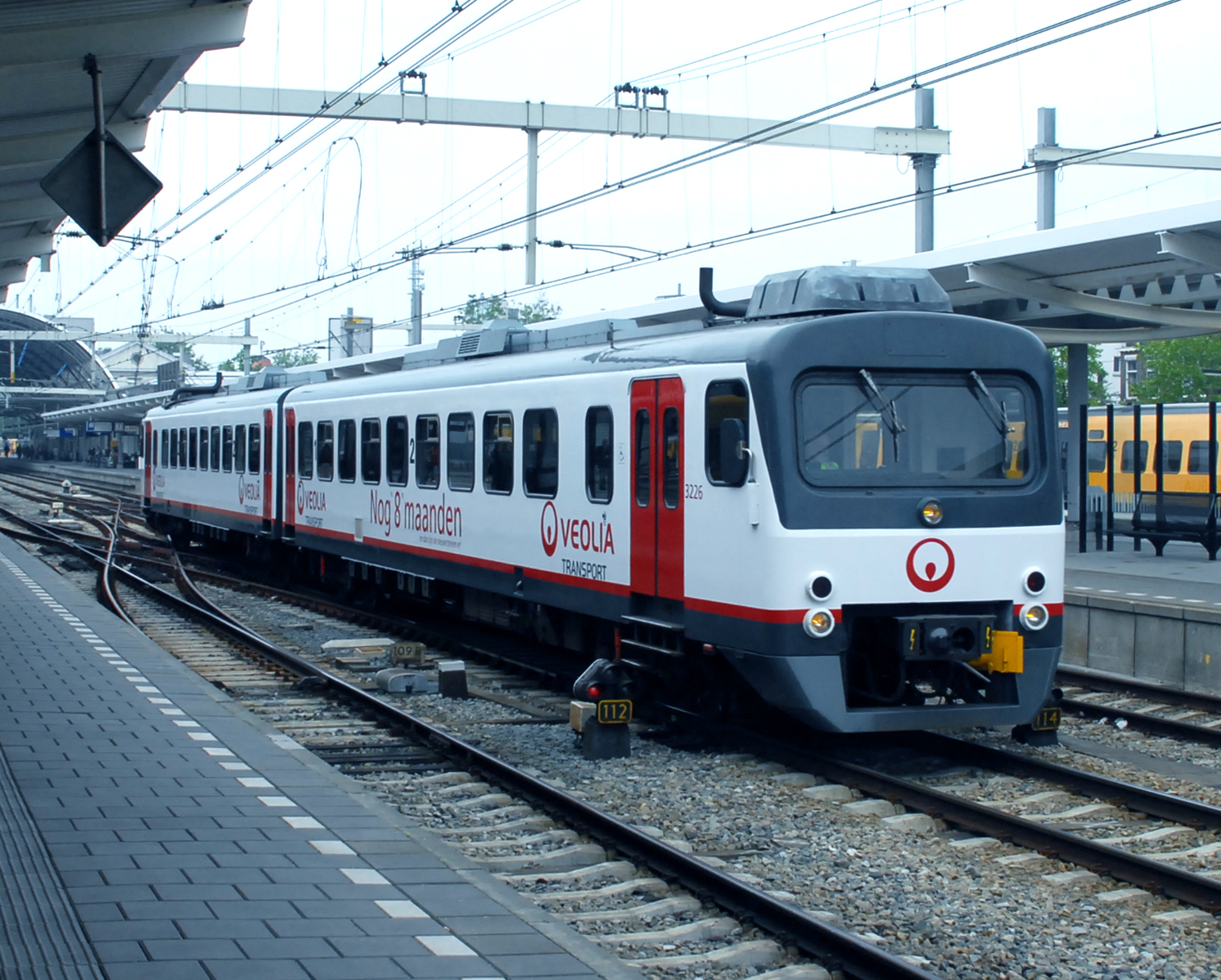
DH2 numer 3226 w barwach Veolia Transport

Wadlopery zadebiutowały w Holandii w listopadzie 1981 na linii Groningen – Delfzijl, w marcu 1982 skierowano je także do obsługi połączeń Groningen – Leeuwarden, natomiast w maju 1982 rozpoczęły jazdy również w relacji Groningen – Nieuweschans. Można było spotkać je w trakcji ukrotnionej z zespołami typu DM90, które ograniczały prędkość maksymalną kombinowanego składu do 90 km/h. Serwisowanie pojazdów miało miejsce w Groningen.
W listopadzie 1982 pojawiły się problemy z elektromagnesami zainstalowanymi w wózkach, które niewłaściwie odczytywały polecenia i samoczynnie zmieniały ustawienia naziemnych urządzeń systemu bezpieczeństwa. Pojazdy obydwu serii wycofano wtedy z eksploatacji i do ruchu przywrócono je po rozwiązaniu sprawy w marcu 1983.
W latach 80. i 90. wagony DH1 i zespoły DH2 kursowały na liniach wylotowych z Groningen i Leeuwarden oraz planowano skierować je do obsługi linii Rotterdam – Zwolle. Wystąpiły wtedy problemy techniczne, gdyż istniejący na tej linii system bezpieczeństwa ruchu nie współpracował z urządzeniami zamontowanymi w pojazdach, dlatego od stycznia 1992 do stycznia 1994 Wadlopery były prowadzone lokomotywami serii 6400.
W 1995 podjęto decyzję o modernizacji pojazdów typu DH1 i DH2. W okresie od lutego do czerwca 1996 warsztaty naprawcze kolei NS w Tilburgu wykonały remonty polegające na wymianie foteli w przedziałach pasażerskich oraz zmianie malatury.
We wrześniu 2002 pojazdy zostały przejęte przez przewoźnika Connexxion, który zmienił malowanie pojazdów oraz skierował je do eksploatacji na linii Almelo – Mariënberg.
W 2006 pojazdy DH1 i DH2 trafiły do Arrivy, która obsługiwała nimi linie:
- Leeuwarden – Harlingen Haven/Sneek – Stavoren,
- Leeuwarden – Groningen – Nieuweschans/Roodeschool/Delfzijl[4].

W 2006 rozpoczęto wycofywanie pojazdów i w 2008 ostatecznie zakończono eksploatację pojazdów typu DH1 i DH2 w Holandii. Liczące niespełna 30 lat pociągi postanowiono sprzedać. Pierwsza oferta kupna 2 wagonów DH1 i 2 zespołów DH2 pochodziła z Albanii. Transakcja nie doszła jednak do skutku, a pojazdy zostały zamówione przez regionalnego przewoźnika ze Słowacji. Według zawartej umowy tabor przed dotarciem do nowego właściciela miał zostać zmodernizowany w zakładach ZNTK „Mińsk Mazowiecki”, ale ostatecznie dwa sprowadzone już do Polski pojazdy DH o numerach 3222 i 3226 pozostały na terenie ZNTK w Paterku, a dwa wagony DH1 trafiły do Ameryki Południowej. W międzyczasie ofertę zakupu złożył również przewoźnik czeski, ale ostatecznie pojazdy z Holandii w łącznej liczbie 46 sztuk (19 wagonów DH1 i 27 zespołów DH2) trafiły do Polski, Argentyny i Rumunii.

### Polska
| Oznaczenie | Oznaczenie | Modernizator | Rok modernizacji | Historia właścicieli                                         | Historia eksploatacji                                                                                         | Status            |
| holend.    | polskie    | Modernizator | Rok modernizacji | Historia właścicieli                                         | Historia eksploatacji                                                                                         | Status            |
| ---------- | ---------- | ------------ | ---------------- | ------------------------------------------------------------ | --- | ----------------- |
| 3102       | SN82-001   | ZNTK Poznań  | 2009             | Sigma Tabor (2009–2020) SKPL Cargo (od 2020)                 | Przewozy Regionalne (2010–2012) Koleje Śląskie (2012–2014) Polregio (od 2021)                                 | Czynny            |
| 3105       | SN82-002   | ZNTK Paterek | 2012             | Sigma Tabor (2008–2019) SKPL Cargo (od 2019)                 | Koleje Śląskie (2012–2014) Koleje Dolnośląskie (2020–2021) Polregio (od 2021)                                 | Czynny            |
| 3110       | SN82-003   | ZNTK Paterek | 2012             | Sigma Tabor (2009–2020) SKPL Cargo (od 2020)                 | Koleje Śląskie (2012–2014) Polregio (od 2021)                                                                 | Czynny            |
| 3206       | SN83-001   | ZNTK Poznań  | 2009             | Sigma Tabor (2009–2020) SKPL Cargo (od 2020)                 | Przewozy Regionalne (2010–2012) Koleje Śląskie (2012–2014)                                                    | Czynny            |
| 3207       | SN83-002   | ZNTK Poznań  | 2009             | Sigma Tabor (2009–2019) SKPL Cargo (od 2019)                 | Przewozy Regionalne (2010–2012) Koleje Śląskie (2012–2014)                                                    | W trakcie naprawy |
| 3231       | SN83-003   | ZNTK Poznań  | 2009             | Sigma Tabor (2009–2013) GPW (2013–2018) SKPL Cargo (od 2018) | Przewozy Regionalne (2010–2012) Koleje Śląskie (2012–2014) Koleje Dolnośląskie (2020–2021) Polregio (od 2021) | Czynny            |
| 3219       | SN83-004   | ZNTK Paterek | 2010             | Sigma Tabor (2008–2019) SKPL Cargo (od 2019)                 | Koleje Mazowieckie (2010–2011) Polregio (2011–2012) Koleje Śląskie (2012–2014) Polregio (od 2020)             | Czynny            |
| 3222       | SN83-005   | ZNTK Paterek | 2012             | Sigma Tabor (2008–2020) SKPL Cargo (od 2020)                 | Koleje Śląskie (2012–2014) Polregio (od 2020)                                                                 | Czynny            |
| 3225       | SN83-006   | HCP-FPS      | 2012             | Sigma Tabor (2009–2020) SKPL Cargo (od 2020)                 | Koleje Śląskie (2013–2014)                                                                                    | W trakcie naprawy |
| 3226       | SN83-007   | ZNTK Paterek | 2012             | Sigma Tabor (2009–2020) SKPL Cargo (od 2020)                 | Koleje Śląskie (2013–2014) Polregio (od 2022)                                                                 | Czynny            |

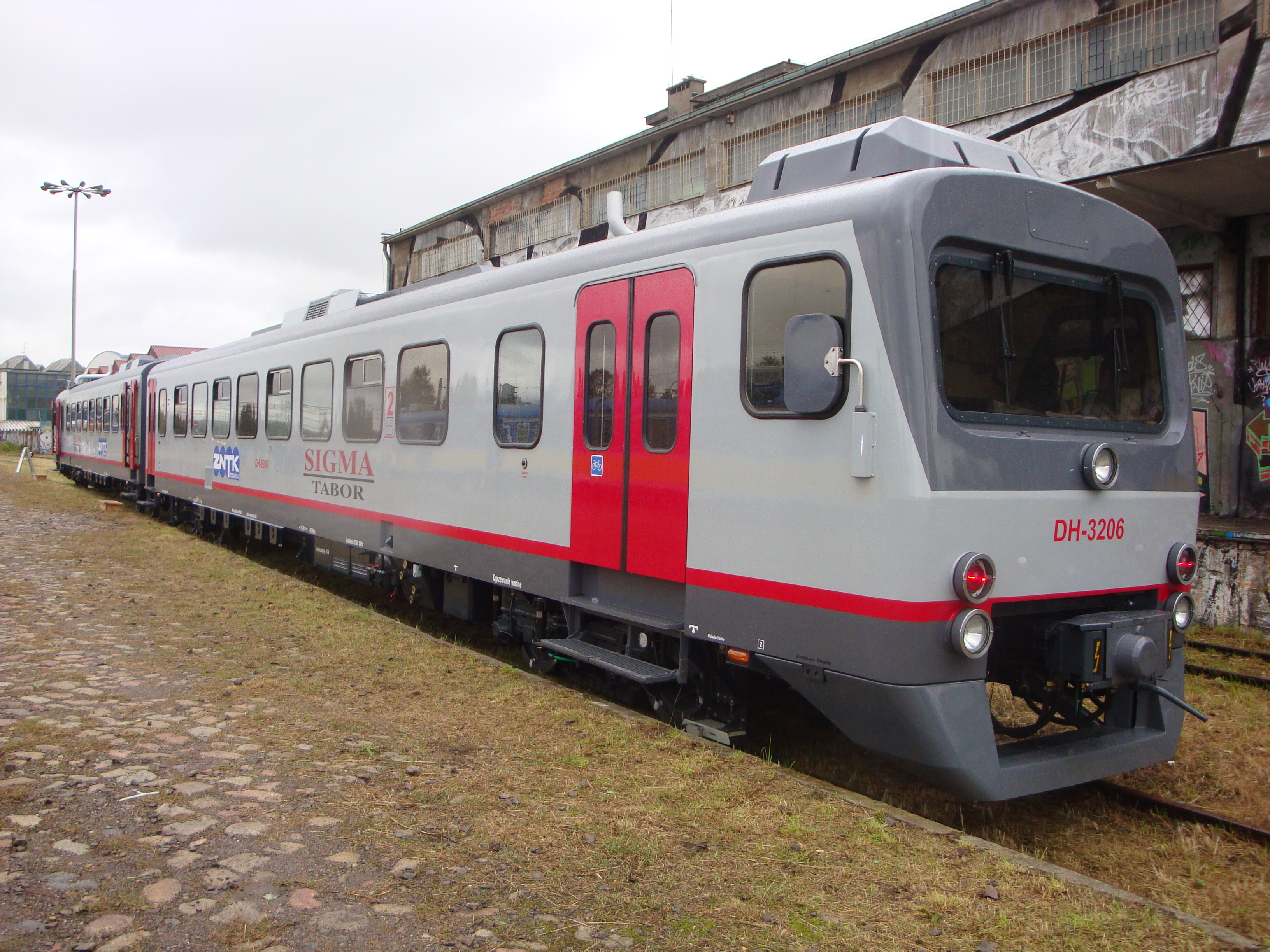
SN83-001 podczas targów Trako 2009

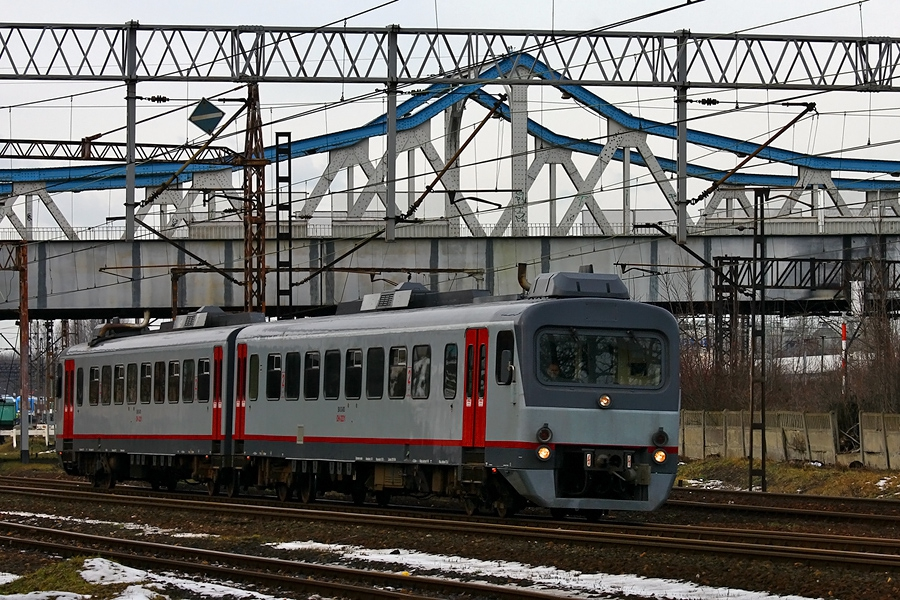
SN83-003 dzierżawiony przez Koleje Śląskie jeszcze w barwach Sigma Tabor

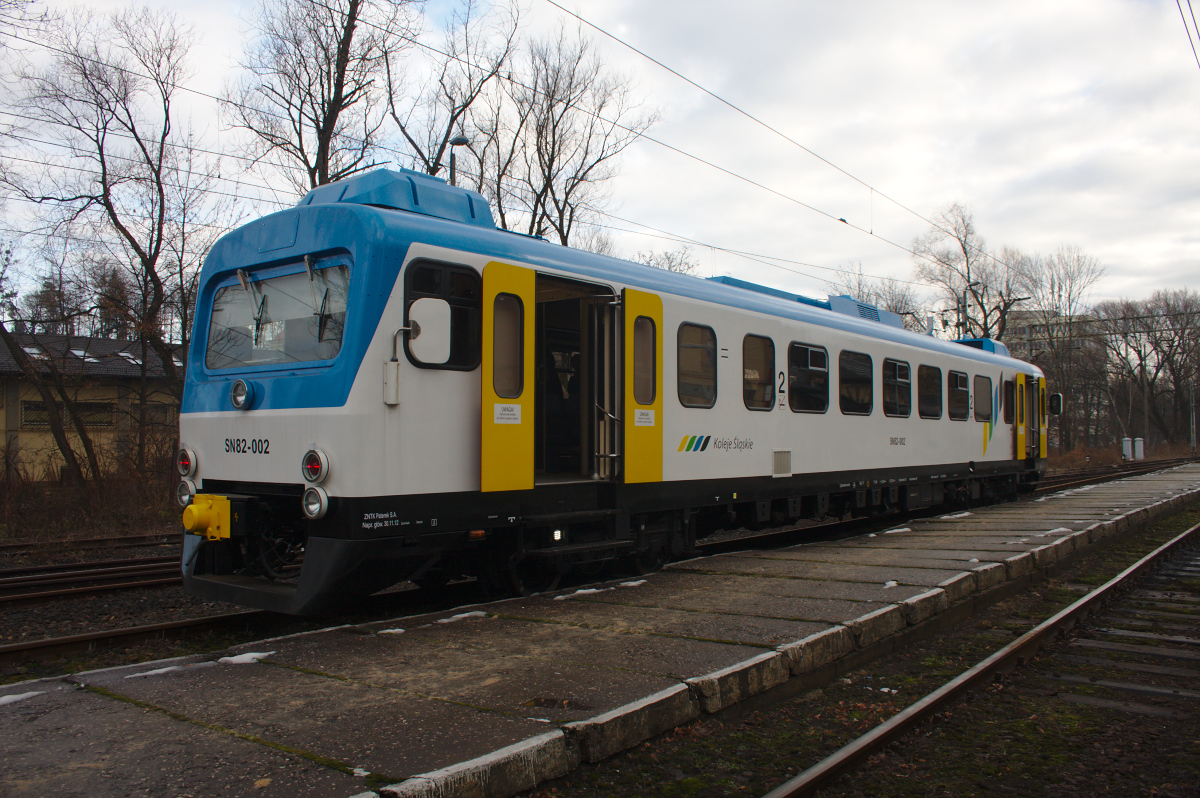
SN82-002 Kolei Śląskich na stacji Cieszyn

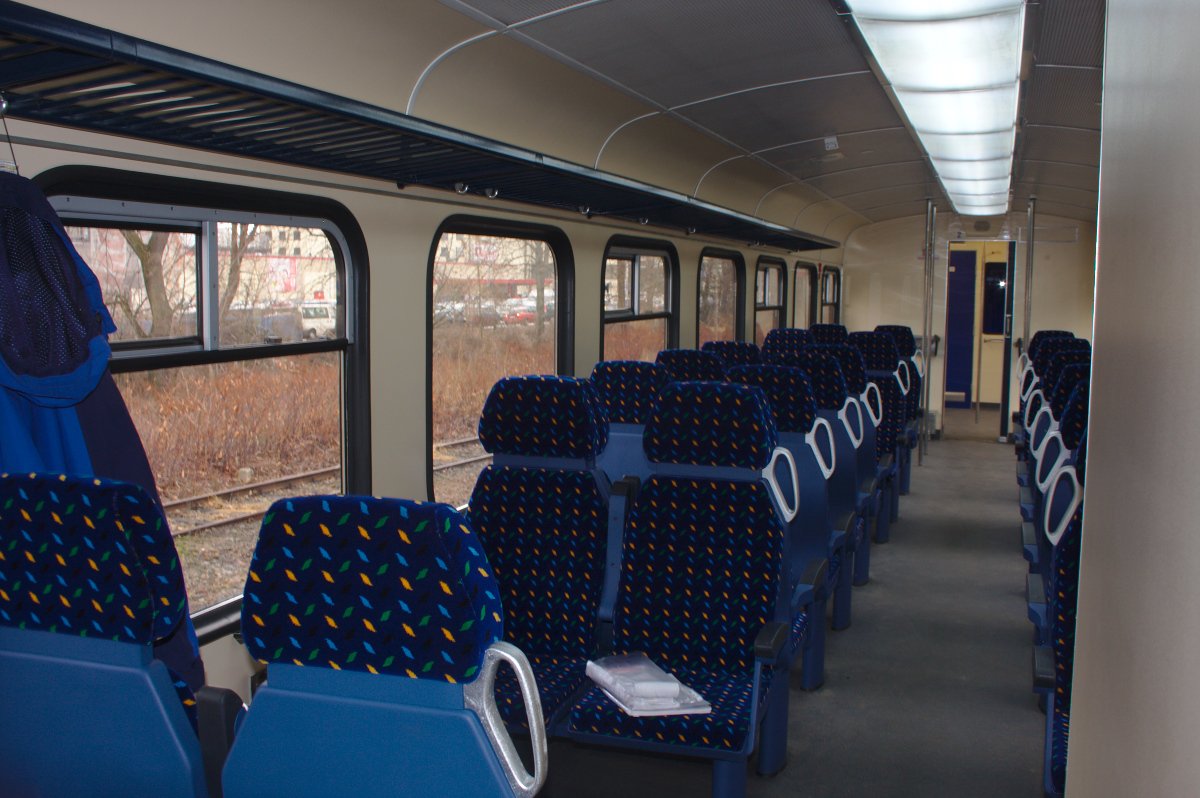
Przedział pasażerski śląskiego SN82-002

Na początku 2009 spółka Sigma Tabor zainteresowała się wystawionymi na sprzedaż pojazdami Wadloper. Przedsiębiorstwo, pomimo braku zamówienia na nie, chciało je pozyskać w celu wynajęcia krajowym przewoźnikom. Początkowo planowano kupno 17 wagonów DH1 i 29 zespołów DH2, ale ostatecznie z powodu trudności finansowych zamawiającego do Polski dostarczono mniej pojazdów. W maju spółka zakupiła pierwsze 3 pojazdy (1 zespół DH2 i 2 wagony DH1), a w lipcu kolejnych 7 (6 zespołów DH2 i 1 wagon DH1).
Sigma Tabor zleciła dostosowanie sprowadzonych pojazdów do polskich warunków zakładom ZNTK Poznań należącym do grupy Sigma. W ramach modernizacji zmieniono rozplanowanie wnętrza, wymieniono siedzenia, zastosowano ich wandaloodporne obicia, wymieniono okładziny wewnętrzne ścian, wykładziny podłogowe i oświetlenie wnętrza oraz zamontowano klimatyzację kabin maszynisty. Zmodernizowano układy hydrauliczne i instalację wentylacji wymuszonej części pasażerskiej. Zainstalowano nowe reflektory czołowe, instalację sygnalizacji przeciwpożarowej i dźwiękowy sygnał ostrzegawczy, a także SHP, radio-stop z radiotelefonem, czuwak aktywny, prędkościomierz elektroniczny oraz stopnie uchylne umożliwiające obsługę peronów o wysokości 300 mm. Po przeprowadzonej naprawie połączonej z modernizacją, polonizacją i wymianą wybranych elementów na nowe, ZNTK Poznań uzyskały homologację pojazdów DH1 i DH2 oraz oszacowały długość ich eksploatacji na około 10–15 lat.
W pierwszej turze poznański zakład zmodernizował 3 sztuki DH2 i 1 pojazd DH1, natomiast kolejne Wadlopery przebudowano w ZNTK w Paterku. W 2009 skład SN83-001 zaprezentowano na targach Trako w Gdańsku.
11 czerwca 2010 Przewozy Regionalne rozpoczęły próbną eksploatację pierwszych dwóch pojazdów. Wagon DH1 obsługiwał połączenie Chojnice – Szczecinek, a zespół DH2 jeździł na trasie Chojnice – Tczew. W tym samym roku wszystkie przebudowane pociągi (3 zespoły SN83 i 1 wagon SN82) trafiły do Zakładu Pomorskiego Przewozów Regionalnych w Gdyni. Do jesieni 2012 obsługiwały one połączenia:
- Tczew – Chojnice – Piła Główna/Szczecinek – Słupsk,
- Piła – Wałcz[4].

W sierpniu 2010 zespół SN83-004 wydzierżawiono Kolejom Mazowieckim. 21 lutego 2011 pojazd obsługiwał pociąg nr 70321 relacji Ostrołęka – Tłuszcz i na przejeździe kolejowo-drogowym na szlaku Ostrołęka – Pasieki skład uderzył w samochód ciężarowy. Po naprawie jednostka została przekazana Przewozom Regionalnym i dołączyła do pojazdów obsługujących połączenia w rejonie Chojnic.
Do połowy 2012 zmodernizowano i nadano polskie oznaczenia łącznie 3 wagonom DH1 i 4 zespołom DH2.
W połowie 2012 wynajmem 8 pojazdów zainteresowały się Koleje Śląskie. Na przełomie listopada i grudnia 2012 przewoźnik zawarł z Sigma Tabor umowę przewidującą leasing 3 wagonów SN82 i 5 zespołów SN83. W celu realizacji zamówienia zmodernizowano kolejne 3 pojazdy serii SN83: 005 i 007 przebudowano w ZNTK Paterek, natomiast w HCP-FPS zmodernizowano zespół SN83-006 oraz dokonano przeglądów i przemalowano w barwy przewoźnika kursujące dotychczas w barwach właściciela pojazdy SN82-001 oraz SN83-001 i 004. Na teren HCP-FPS sprowadzono również pociągi o numerach 3115 i 3215, jednak nie zmodernizowano ich. Między 8 a 19 grudnia 2012 rozpoczęto eksploatację 7 z 8 zamówionych pojazdów. Ostatni, którym był zespół SN83-007, ze względu na usterki zgłaszane podczas odbiorów końcowych przeprowadzanych od 20 grudnia 2012, został ostatecznie odebrany i włączony do eksploatacji 15 stycznia 2013. Wadlopery skierowano do obsługi połączeń:
- Gliwice – Strzelce Opolskie,
- Gliwice – Kędzierzyn-Koźle – Chałupki – Racibórz,
- Lubliniec – Częstochowa – Włoszczowa – Kielce – Żelisławice/Łazy,
- Katowice – Czechowice-Dziedzice – Cieszyn/Wadowice/Wodzisław Śląski/Rybnik/Chałupki,
- Katowice – Sosnowiec Główny – Sławków – Bukowno[4].

19 lipca 2013 miała miejsce jazda próbna zespołu SN83-006, ale ostatecznie nie wszedł on do eksploatacji. Pod koniec 2014 Koleje Śląskie wycofały z użytku wszystkie pojazdy serii SN82 i SN83.

#### Problem własności i próby sprzedaży

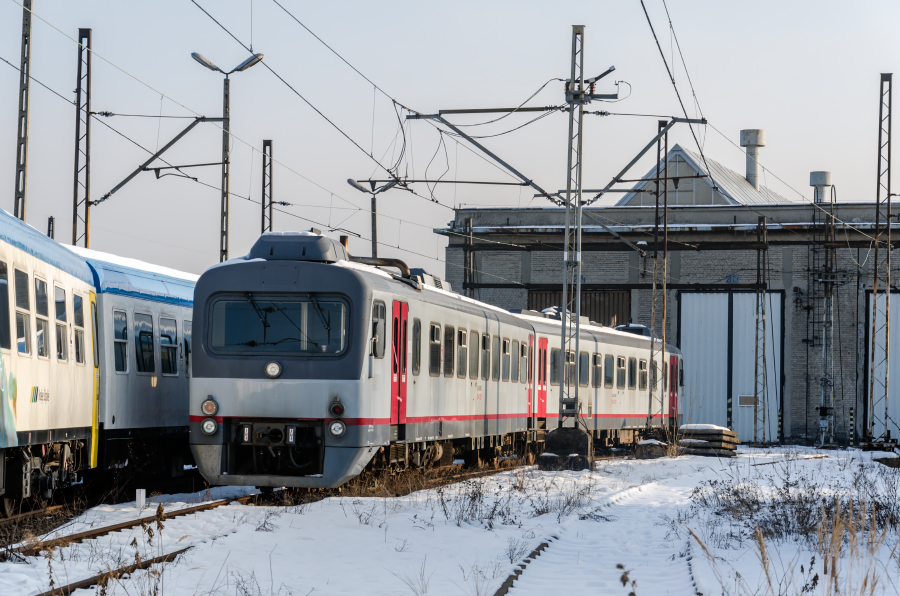
Zespół SN83-003 odstawiony w Katowicach

W połowie 2012 Koleje Śląskie zainteresowały się Wadloperami, gdyż wówczas obsługiwały tylko jedną linię, a od grudnia tamtego roku chciano im powierzyć realizację kolejowych przewozów pasażerskich w całym województwie śląskim. Z tego powodu rozpoczęto poszukiwania jakiegokolwiek taboru i wtedy Sigma Tabor wyszła z propozycją sprowadzenia m.in. tych pojazdów. Następnie Koleje Śląskie powołały spółkę-córkę Inteko, która była odpowiedzialna m.in. za pośrednictwo w sprawach taborowych przewoźnika. Jej prezes nie był jednak zatrudniony, tylko otrzymał umowę o doradztwo, co później doprowadziło do konfliktu interesów. Spółka została dokapitalizowana przez przedsiębiorstwa prowadzone przez prezesa i jego znajomych, przez co Koleje Śląskie straciły sporą część udziałów i w związku z tym kontrolę nad Inteko. Wówczas spółka-córka zaczęła zawierać niekorzystne dla niej umowy i generować straty. Następnie Inteko wyemitowało obligacje, które nabył Fundusz Górnośląski i Koleje Śląskie, gwarantem natomiast zostało Górnośląskie Przedsiębiorstwo Wodociągów. Zaciągnięte zostały także kredyty poręczone przez KŚ oraz GPW, które w zabezpieczeniu otrzymało tabor. Inteko nie miało jednak z czego spłacić długów, dlatego GPW w wyniku przewłaszczenia otrzymało prawo m.in. do czterech Wadloperów. Ze względu na przeprowadzone modernizacje i polonizacje pojazdów, ich własność została jednak rozmyta i stała się przedmiotem sporów.
23 lipca 2013 GPW zostało właścicielem jednostki SN83-003, a we wrześniu i grudniu tego samego roku dwóch niezmodernizowanych pojazdów odstawionych na terenie HCP-FPS.
27 stycznia 2015 Komornik Sądowy przy Sądzie Rejonowym w Brzegu poinformował, że 5 lutego na terenie bocznicy zlikwidowanego Śląskiego Zakładu Przewozów Regionalnych na licytację zostanie wystawiony m.in. jeden wagon DH1 (SN82-002) i dwa zespoły DH2 (SN83-003 i 004). Ostatecznie do licytacji jednak nie doszło. Na 3 września Komornik Sądowy przy Sądzie Rejonowym w Oleśnicy zapowiedział licytację 2 wagonów DH1 (SN82-001 i 003) i 4 jednostek DH2 (SN83-001, 005, 006 i 007), zaś na 18 listopada Komornik Sądowy przy Sądzie Rejonowym dla m.st. Warszawy zaplanowała licytację wagonu SN82-002 i zespołu SN83-004. 8 listopada 2016 zespół ten ponownie próbował sprzedać na drodze licytacji brzeski komornik.
30 czerwca 2016 GPW podjęło pierwszą próbę sprzedaży dwóch pojazdów odstawionych na terenie HCP-FPS. 14 lipca 2016 przedsiębiorstwo zapowiedziało, że 28 lipca odbędzie się kolejna licytacja tego taboru. 24 sierpnia 2016 następna taka licytacja została zapowiedziana na 8 września. 29 grudnia przedsiębiorstwo ponownie wystawiło na sprzedaż te pojazdy, ale tym razem w formie przetargu z terminem składania ofert ustalonym na 13 stycznia 2017. Podczas ostatniej, czwartej próby sprzedaży pojazdy zostały zakupione w celu zezłomowania. 
14 kwietnia 2017 natomiast GPW zapowiedziało na 4 maja licytację m.in. pojazdu SN83-003, który ostatecznie również nie został wówczas sprzedany. Kolejne aukcje tego składu zapowiadano na 8 czerwca i 21 lipca, zaś 18 sierpnia ponownie ogłoszono przetarg z terminem do 14 września. Na przełomie 2017 i 2018 przeprowadzono piąte z kolei postępowanie, w którym udział wzięło trzech oferentów. Za najkorzystniejszą uznano propozycję przewoźnika SKPL Cargo, który ostatecznie kupił zespół SN83-003 i inne dwa pojazdy należące do GPW.

#### Nowe życie w SKPL Cargo
11 stycznia 2018 roku SKPL kupiło od Górnośląskiego Przedsiębiorstwa Wodociągów, który następnie przeszedł naprawę. Po ponad czterech latach przerwy SN83-003 jako pierwszy pojazd z serii Duwag Wadloper powrócił z powrotem do ruchu w sierpniu tego samego roku otrzymując nowe malowanie przewoźnika. W 2019 roku SKPL zwiększył swoją flotę Duwag Wadloperów kupując SN83-004 i SN82-002, który następnie 5 lipca został przetransportowany z bazy Kolei Śląskich w Katowicach do Zagórza w celu naprawy. Naprawę wagonu motorowego SN82-002 ukończono we wrześniu. W listopadzie 2019 roku SKPL zakupił dwie SN83 o numerach 002 i 004. Ten ostatni podobnie jak w przypadku SN82-002 został przetransportowany z Katowic do Zagórza gdzie przeprowadzono jego naprawę. Wkrótce zakupiono SN82-001, SN83-006 i SN83-007, które zostały przetransportowane do bazy przewoźnika w Ostrowie Wielkopolskim. Następnie w lutym 2020 roku zakupiono ostatnie pojazdy SN82-003 i SN83-005 wykupując ostatecznie całą flotę Wadloperów od komornika. 
W kwietniu 2020 roku zakończono naprawę SN82-003 i od 21 kwietnia może obsługiwać ruch pasażerski.
Pojazdy eksploatowane przez SKPL posiadają swoje imiona, a są to:
DH1:
- SN82-001 – Marzanna.
- SN82-002 – Sylwia.
- SN82-003 – Weronika.

DH2:
- SN83-001 – Jacek.
- SN83-003 – Zbyszek.
- SN83-004 – Mieciu.
- SN83-005 – Andrzej.
- SN83-007 – Leon.

Pozostałe pojazdy SN83 nie otrzymały jeszcze własnych imion ze względu na brak przeprowadzonych napraw i przemalowania. Pod koniec stycznia 2022 roku w ramach 30 finału akcji WOŚP na cele charytatywne przekazano możliwość nadania swojego imienia na jednostce SN83-001.
4 lutego 2020 roku Koleje Dolnośląskie podpisały umowę z SKPL na dzierżawę pojazdów: SN82-002 i SN83-003. Informacje te potwierdził SKPL dzień później na swoim Facebooku. Pojazdy jeździły w połączeniach KD od lutego do końca kwietnia, kiedy to ich dzierżawa została wstrzymana w związku z obostrzeniami pandemii COVID-19 do 7 września kiedy oba pojazdy wróciły na Dolny Śląsk, gdzie były eksploatowane przez rok do czasu przeniesienia SN83-003 do Podlaskiego zakładu Polregio i SN82-002 do Pomorskiego.
12 września SN83-004 został wyleasingowany przez Pomorski zakład Polregio w celu obsługi połączeń na Pomorzu. 
W lutym 2021 roku do Podlaskiego Zakładu Polregio trafiły również dwa SN82 o numerach 001 i 003
6 października 2021 roku lubuski zakład Polregio wynajął dwie SN82 do obsługi połączenia Gorzów Wielkopolski – Zbąszyń, na których często były używane SA105. Docelowo wynajem Wadloperów ma poprawić komfort podróży z uwagi na to, że pojazdy te są bardziej pojemne w porównaniu z młodszymi Trampami, które mogą przewieść nie więcej niż 50 pasażerów. 7 lutego 2022 roku w województwie lubuskim obsługę rozpoczął również SN83-007.

### Argentyna / Urugwaj

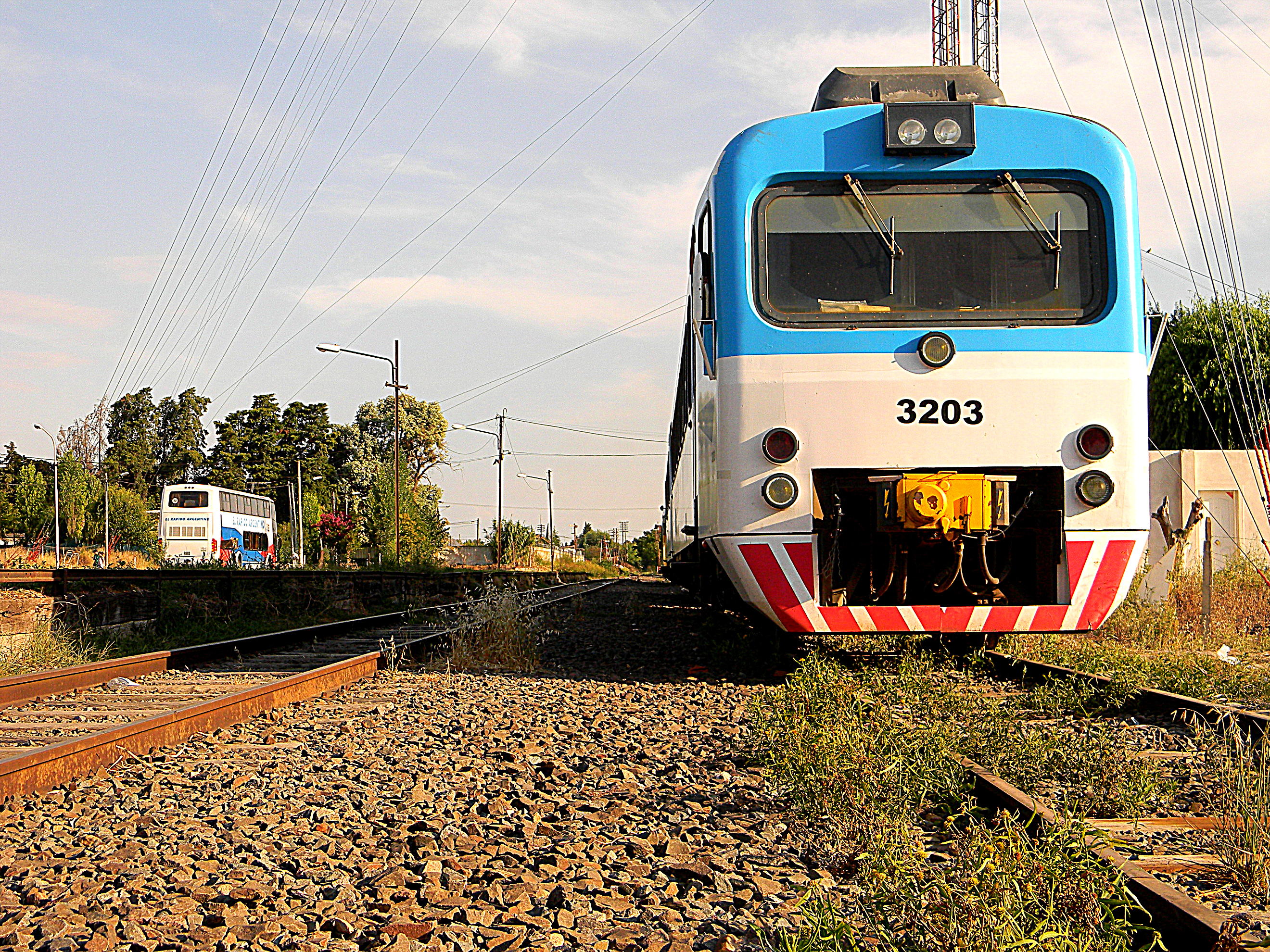
Zespół 3203 w barwach Trenes de Buenos Aires

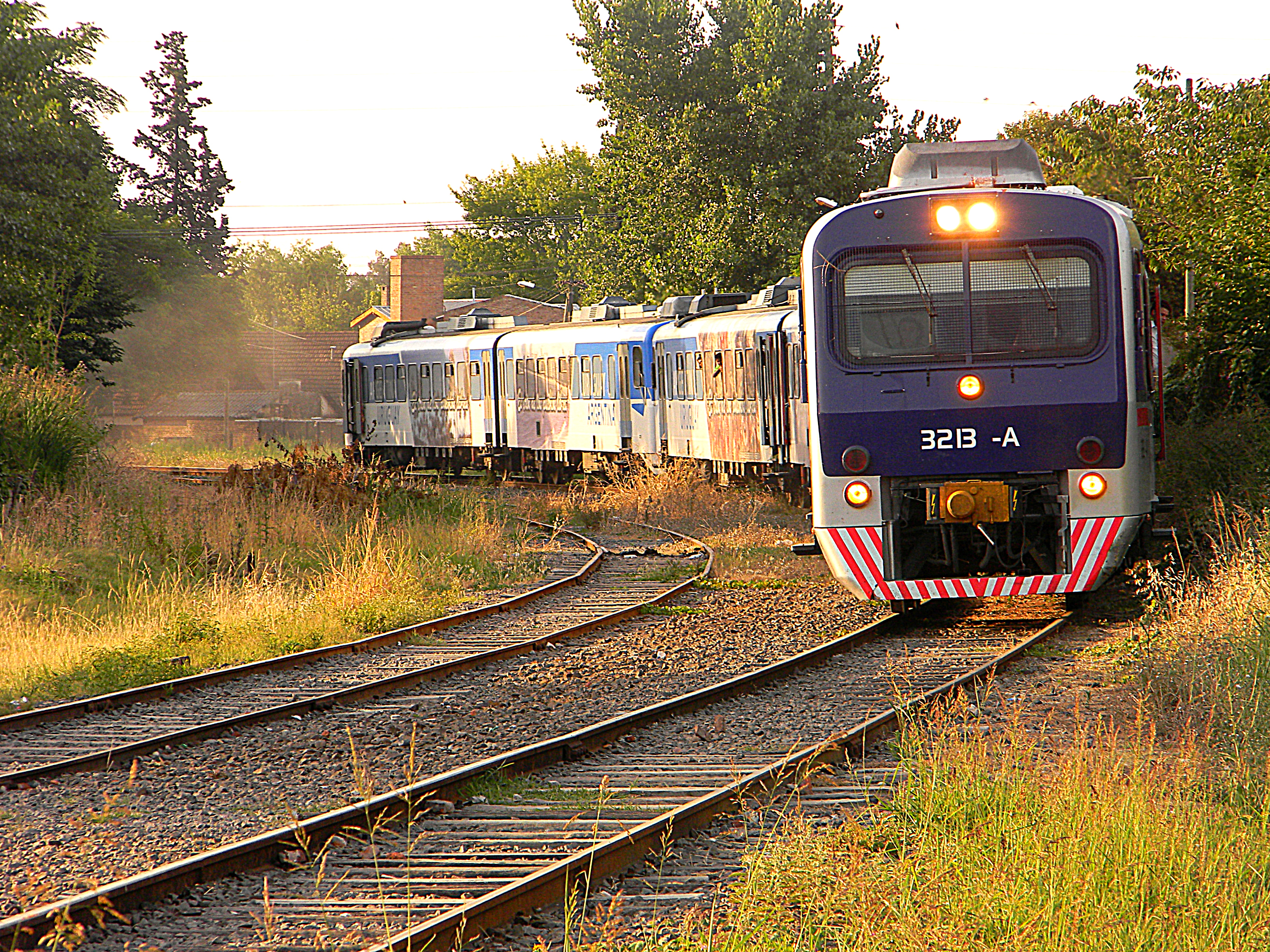
Zespół 3213 w drugim schemacie malowania

W połowie 2009, gdy polska Sigma Tabor ze względów finansowych nie była w stanie zakupić pierwotnie zakładanej liczby holenderskich pojazdów, zamówienie na nie złożyły również koleje Argentyny i Urugwaju. Pociągi do Ameryki Południowej transportowano drogą morską. 11 czerwca 2011 na pokładzie statku Thor Light dotarło 10 dwuwagonowych zespołów DH2 o numerach: 3201, 3203, 3204, 3205, 3209, 3211, 3212, 3213, 3217 i 3221. Zakupiono i dostarczono również 15 wagonów DH1. Pojazdy otrzymały biało-niebieskie barwy zbliżone do malatury Kolei Śląskich.
W ostatni weekend lipca 2011 skład 3203 został przetransportowany do stacji w Concordii, skąd 6 sierpnia wyruszył w jazdę próbną do Salto. Odcinek ten od 26 lat był wykorzystywany jedynie w ruchu towarowym.
29 sierpnia 2011 na stacji kolejowej w Salto uroczystego otwarcia połączenia transgranicznego o nazwie Pociąg Wolnych Narodów (hiszp. Tren de los Pueblos Libres) dokonali prezydenci obydwu państw – Cristina Fernández de Kirchner i José Mujica. 9 września planowano rozpoczęcie przewozów, ale ostatecznie tego dnia miał miejsce przejazd dla władz i dziennikarzy. Pociąg wyjechał o godz. 8.00 z Pilar, a około południa w okolicach Médanos na południu prowincji Entre Ríos uległ awarii. Opóźnienie spowodowane uszkodzeniem zbiornika paliwa wyniosło kilka godzin. O godz. 19.00 skład dotarł do Concordii, gdzie rozkładowo miał się zjawić o godz. 16.30. O godz. 21.00 na stacji Midland w Salto opóźnienie wynosiło cztery godziny. Do Paso de los Toros pojazd dotarł rano następnego dnia.
We wrześniu 2011 kontynuowano jazdy testowe, z których trzecia miała miejsce 20 września. Pociąg o numerze 3201 z władzami na pokładzie wyruszył o godz. 8.00 z Pilar, do Basavilbaso dotarł o godz. 14.40, a 10 minut później ruszył w dalszą podróż do Paso de los Toros.
23 września 2011 o godz. 8.18 na trasę Pilar – Paso de los Toros wyjechał pierwszy pociąg pasażerski. Dowiózł on pasażerów do Salto będącej pierwszą stacją po urugwajskiej stronie, a następnie przejechał pusty do Paso de los Toros, gdyż nowe połączenie wówczas nie otrzymało jeszcze pozwolenia urugwajskiego ministerstwa transportu na całą trasę. Rano 26 września skład wyruszył w drogę powrotną. 30 września miał miejsce pierwszy przejazd z pasażerami na całej trasie.
7 października 2011, podczas trzeciego pasażerskiego przejazdu pociągu z Argentyny do Urugwaju, miał miejsce wypadek. Około godz. 18.30 na przejeździe kolejowo-drogowym w Concordii taksówka jadąca ulicą De los Viñedos uderzyła w skład o numerze 3221. Taksówkarz jechał sam, natomiast w pociągu podróżowało 51 osób. Nikomu nic się nie stało i skład dojechał do stacji w Salto, skąd po 20 minutach postoju wyruszył w dalszą podróż.
W kolejnym etapie eksploatacji linia miała połączyć Buenos Aires z Montevideo, ale ostatecznie do tego nie doszło. Wraz z początkiem listopada 2011 relację skrócono do Paysandú, a w marcu 2012 usługi ponownie ograniczono do odcinka Pilar – Salto.
2 maja 2012 wygasła umowa pomiędzy argentyńskim przewoźnikiem Trenes de Buenos Aires i ministerstwem transportu Urugwaju. Ponadto w związku z wypadkiem mającym miejsce 22 lutego 2012, w którym śmierć poniosło 51 osób, operator utracił koncesję, co doprowadziło do decyzji o zawieszeniu połączenia. 28 maja 2012 zostało ono definitywnie zlikwidowane.
W czerwcu 2012 pięć dwuwagonowych składów obsługujących Pociąg Wolnych Narodów zostało odstawionych w okolicach stacji w Pilar. Pozostawały tam do II połowy 2014, do kiedy to niszczały, malowano na nich graffiti i dokonywano innych aktów wandalizmu.
8 listopada 2016 zapowiedziana została licytacja 10 wagonów DH1 należących do przewoźnika TBA, który zbankrutował.

### Argentyna / Paragwaj

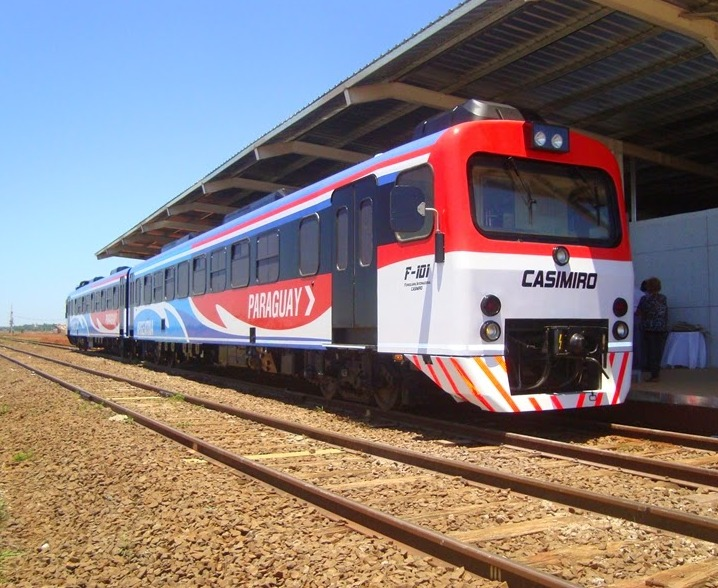
Wadloper podczas prezentacji 5 grudnia 2014 w Posadas

W listopadzie 2014 zapowiedziano uruchomienie połączenia kolejowego między argentyńskim Posadas i paragwajskim Encarnación. Trasa ta miała być obsługiwana przez prywatnego operatora Casimiro, który otrzymał od państwa koncesję bez przetargu. Planował on do tego celu wykorzystać składy Wadloper, które wcześniej obsługiwały połączenie z Urugwajem, a następnie zostały odstawione w Pilar. Wstępnie zakładano częstotliwość kursowania na poziomie 20 minut.
10 listopada jeden z dwuczłonowych pojazdów tego typu odbył jazdę próbną z Basavilbaso do Posadas, natomiast 5 grudnia zaprezentowano go w barwach przewoźnika na budowanej wówczas stacji w Posadas.
Uruchomienie połączenia pierwotnie zaplanowano na 22 grudnia 2014, ale ostatecznie odcinek uruchomiono 31 grudnia 2014. Na mocy umowy pomiędzy przedsiębiorstwem prywatnym i przewoźnikiem państwowym trasa ta wiodąca przez most San Roque González de Santa Cruz jest obsługiwana przez Trenes Argentinos dwoma składami DH2 będącymi własnością Casimiro. Kursują one codziennie od godz. 7.00 do godz. 19.00 z częstotliwością 30 minut. Rozkładowy czas przejazdu wynosi 8 minut. 
Od 8 do 13 lipca 2015 pociągi kursowały przez całą dobę w związku ze wzmożonym ruchem wywołanym wizytą papieża Franciszka w stolicy Paragwaju – Asunción.
Między 20 sierpnia a 7 września 2015 kursowanie pociągów między Argentyną i Paragwajem było zawieszone.

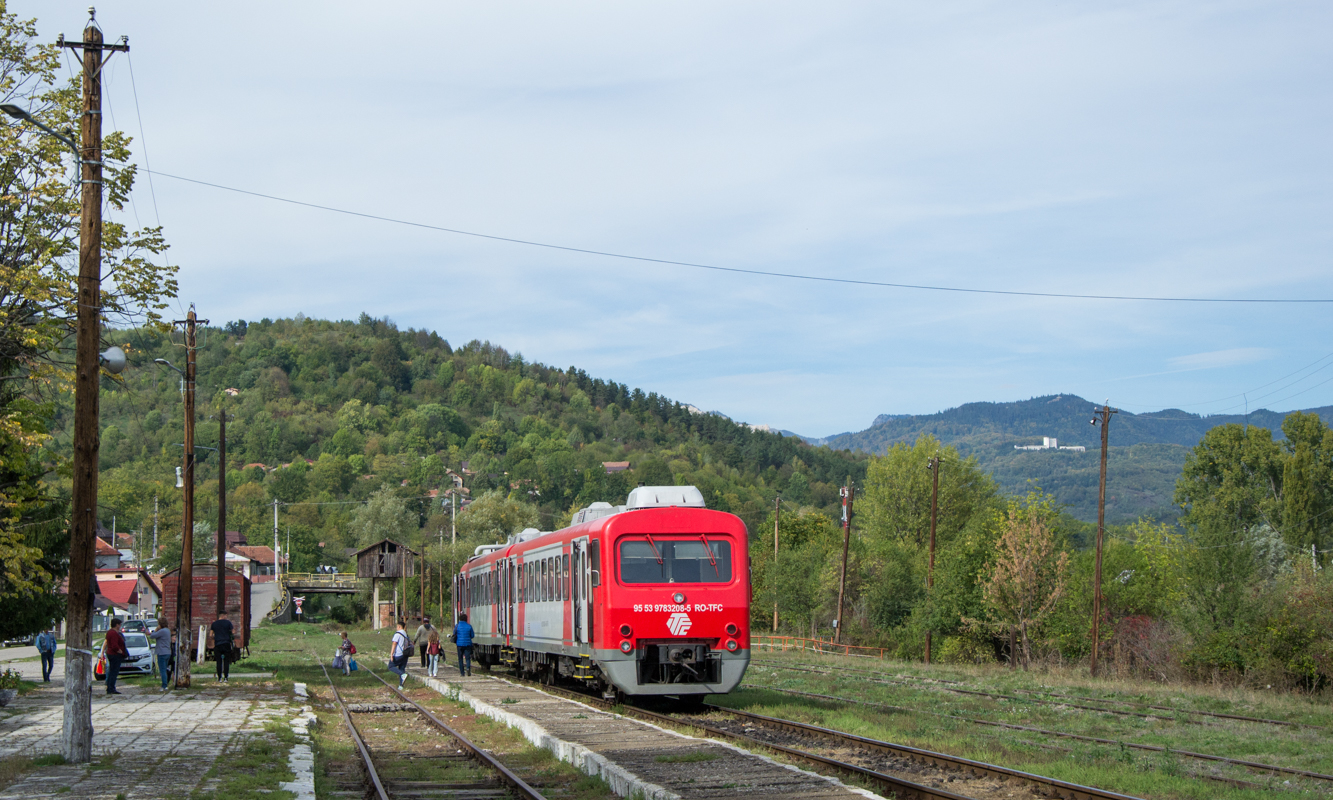
78-3208 w nowych barwach TFC na stacji Pietroșița

### Rumunia

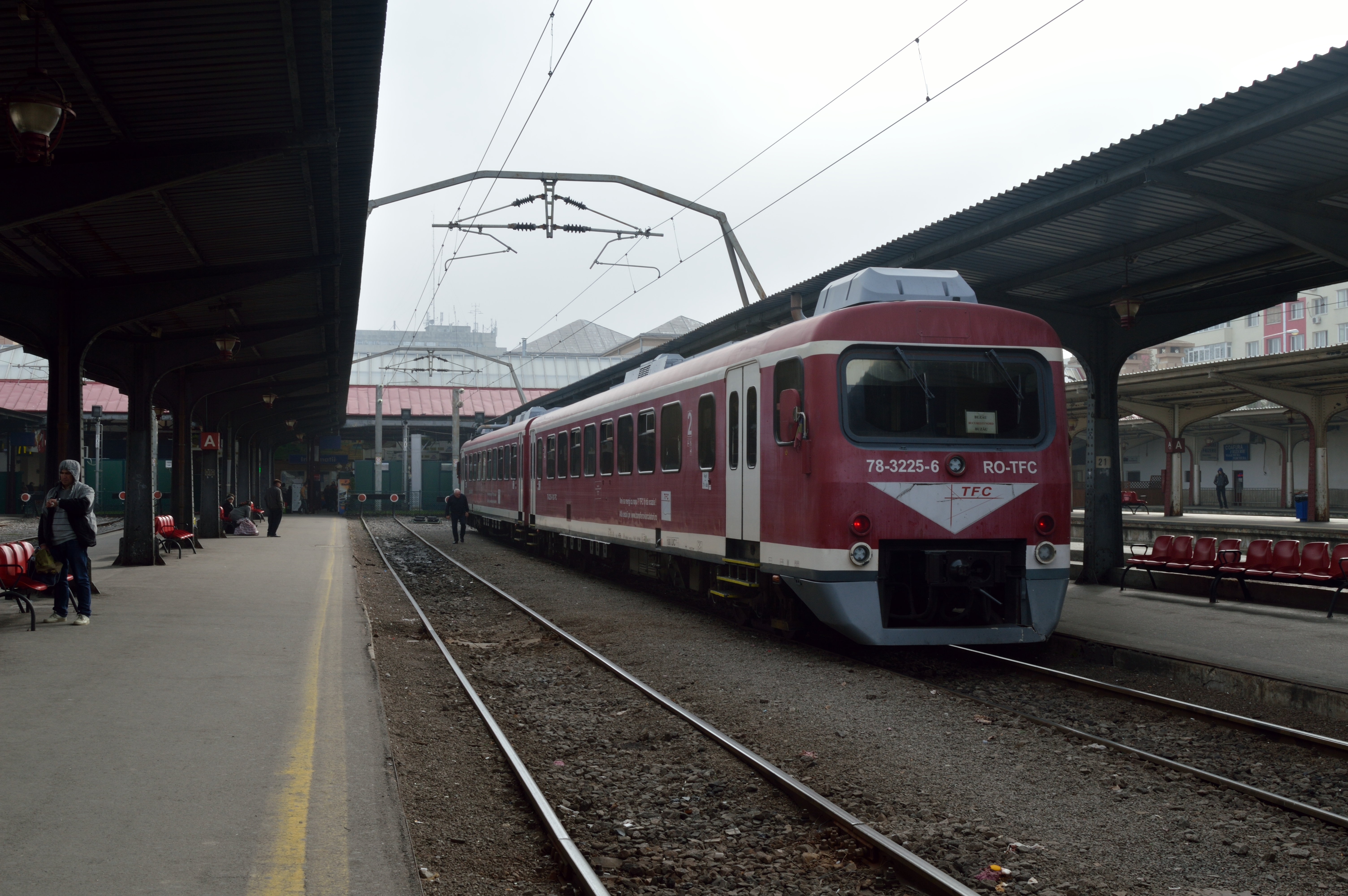
Pojazd 78-3225 na stacji w Bukareszcie

Do Rumunii trafiło 13 zespołów typu DH2, z których 7 zmodernizowano w Cluj. Nadano im oznaczenie 78-32 i pomalowano na kolor ceglasty.
Wadlopery w Rumunii są eksploatowane przez spółkę Transferoviar Călători wchodzącą od 2010 w skład Transferoviar Grup. Wraz z pozostałym taborem spółki, na który składają się pojazdy serii 76-14 i 76-24, obsługują one połączenia:
- Bukareszt – Buzău,
- Bukareszt – Gałacz,
- Bukareszt – Slănic,
- Buzau – Nehoiașu,
- Cluj – Oradea,
- Gałacz – Bârlad,
- Ploeszti – Slănic,
- Titan (Bukareszt) – Oltenița[13].